# Gudit

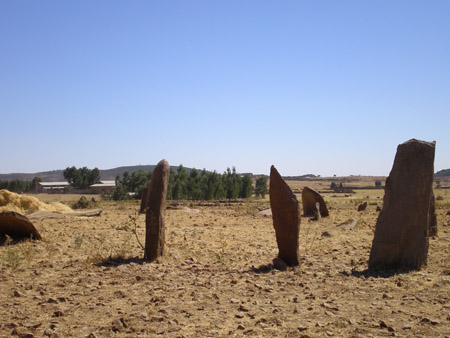
Het Gudit steleveld bij Aksum

Gudit (Ge'ez: ጉዲት) is in het Ge'ez de naam voor een legendarische koningin die ook bekend is als Yodit in Tigray, Isato in Amhaars en Ga’Ewa in het Ţilţal aan wie doorgaans de val van het Koninkrijk Aksum wordt toegeschreven.

## Biografie
Volgens de Ethiopische traditie was Gudit van joodse afkomst. Haar grootvader zou keizer Wedem Asfere zijn geweest. Volgens de kroniek van Ethiopië zou Gudit na een intrige uit het hof van Aksum zijn verbannen. Ze werd vervolgens prostituee. Nadat ze vervolgens een diaken had aangezet tot het stelen van de gouden mantel van een Mariabeeld om gouden schoenen voor haar te maken werd ze ook nog door de burgers van de stad verbannen. Ook zou hierbij een van haar borsten zijn afgesneden.
Na haar vlucht ontmoette ze de Joodse prins Zenobis, die afkomstig was uit Syria. Gudit trouwde met hem en zou zijn religie ook aannemen. Doordat de Ethiopische keizer Dagnajan een grote nederlaag had gelegen in een Arabisch land zag ze haar kans schoon. Samen met haar echtgenoot trokken ze aan het hoofd van een leger naar Aksum om wraak te nemen voor de hardvochtigheid waarmee ze in het verleden was behandeld. In Aksum werden de kathedraal en de steles vernietigd. Volgens de kroniek zou Gudit hierna nog veertig jaar regeren.
Gudit zou ook de stichter zijn geweest van de Zanwe-dynastie.

## Historiciteit
Het verhaal van Gudit is op historische gebeurtenissen gebaseerd. Omstreeks het jaar 970 werd Aksum veroverd door een koningin die vele kerken vernietigde. Toch is er een historisch debat gaande over Gudit zelf. Haar legende is vooral overgeleverd door de kroniek van Ethiopië die was samengesteld door Tekle Haymanot in de dertiende eeuw. Daarnaast zijn er ook nog enkele andere bronnen die het verhaal van Gudit ondersteunen. In het boekwerk Geschiedenis van de Patriarchen van Alexandrië staat genoteerd dat er tijdens de regering van de Koptische patriarch Philotheos (979-1003) een Nubische koning een brief had gekregen van een Ethiopische koning waarin een vrouw werd omschreven, die koningin van de Bani al-Hamuya was, die het land verwoestte en de keizer en zijn gevolg teisterde om de christenen uit te moorden.